# Пожежний танк

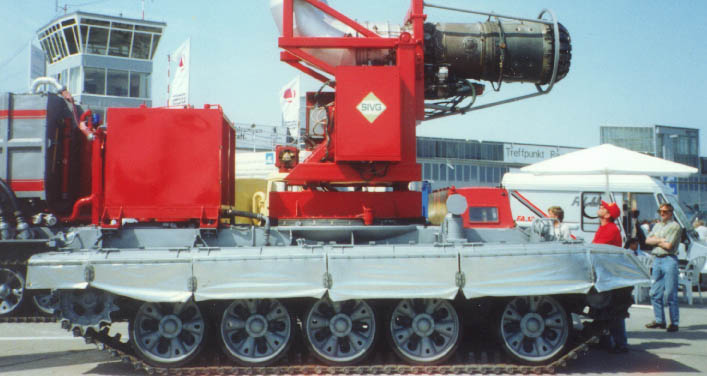
Німецький пожежний танк чи Düsenpanzer на базі танка Т-55

Пожежний танк — спеціальна пожежна машина (СПМ) на базі танкового шасі від конверсійних танків. Пожежний танк, на відміну від пожежного автомобіля, може гасити пожежі на арсеналах і базах зберігання вибухонебезпечних речовин, проробляти проходи до вогнищ загоряння і ліквідовувати лісові пожежі.

## Особливості
- Пожежний танк являє собою конверсійний танк, з якого знято озброєння, і встановлені резервуари для води і засоби її подачі під високим тиском; більшість пожежних танків обладнані бульдозерним обладнанням, окремі мають гаки чи екскаваторне обладнання.
- Окремі танки мають обладнання для піноутворення і засоби подавання піни під тиском на значні віддалі.
- Як правило, зовнішній захист танка полягає у вогнестійкому покритті, яке дозволяє знаходитися в епіцентрі вибуху чи загоряння до двох годин.
- Бронезахист дозволяє витримувати розрив снаряда калібру до 152 міліметрів[1].
- Штатна фільтровентиляційна установка танка може бути покращена і вдосконалена, що збільшує ступінь захисту екіпажу в сильнозадимлених секторах та місцях із підвищеним рівнем СДОР[2] чи радіації.
- Сучасні пожежні танки обладнуються засобами автоматизованого дистанційного керування. Є результати по управлінню гасінням пожежі з пунктів управління за 4 км до епіцентру загоряння.

## Пожежні танки в світі
Прикладів масового серійного виробництва пожежних танків в світі практично немає. Подібна техніка створювалася в одиничних примірниках, є унікальною.

### Big Wind
В 1991 році в Кувейті внаслідок бойових дій відбулося величезне загоряння нафтових свердловин. За оцінками фахівців нафта могла б вигоряти там упродовж 40 років. Був оголошений конкурс на створення техніки, що могла б працювати в умовах надвисоких температур і збити полум'я з палаючого нафтового фонтану, де нафта йшла під тиском і знову і знову доповнювала вже палаючі площі.
Компанія з Угорщини встановила на шасі радянського танка Т-34 реактивний двигун від літака МіГ-21. Машину назвали Big Wind («Великий Вітер»).
Краплі води, що подавалися через сопло двигуна, розбивалися на дрібні бризки і створювали великий тиск, утворюючи водо-газову суміш, що дозволила «розрізати» нафтовий фонтан. Вода розпилювалася в спрей в обсягах 220 літрів за 1 секунду. Тепер нафта, проходячи крізь струмінь водяного пилу, не загорялася, що дозволили гасити палаючі площі навколо. Температура всередині машини була такою, що неможливо було доторкнутися рукою до розжарених важелів. Люди працювали в спеціальній термозахисній формі. Два чоловіка всередині танка і один назовні в бетонному укритті, коригуючи роботу по гасінню свердловини.
Самі конструктори угорської фірми визнають, що ідея машини була запозичена з радянських джерел. В СРСР для боротьби з потужними пожежами на газових родовищах на шасі вантажівки встановлювався двигун від МіГ-15. Ідея щодо принципу роботи установки була аналогічна.

## У сучасній Україні

### ГПМ-54
У підрозділах ДСНС України широко використовується військова техніка, яка за допомогою додаткової пожежної надбудови може виконувати покладені завдання. Гусенична пожежна машина високої прохідності ГПМ-54 призначена для гасіння пожеж різних класів за допомогою води, повітряно-механічної піни, порошку, а також для доставки до місця пожежі пожежного розрахунку, пожежно-технічного обладнання, вогнегасних засобів і для проведення аварійно-рятувальних робіт.
Пожежна машина виконана на базі середнього танка Т-54, що має високу прохідність і маневреність.
При переобладнанні середнього танка під пожежну машину до його конструкції внесені такі зміни
- з бази знята башта з артсистемою і боєукладка,
- зрізані броньові листи даху над відділенням управління і бойовим відділенням, частково зрізані бортові броньові листи з метою зменшення маси машини;
- в носовій частини корпусу, на місці відділення управління вбудована кабіна для розміщення механіка-водія і командира машини;
- над бойовим відділенням встановлена цистерна для води та бак для піноутворювача;
- над дахом силового відділення встановлений відкидний кузов, в якому розміщене пожежно-технічне обладнання;
- встановлені уніфікована система протипожежного устаткування, фільтровентиляційна установка (ФВУ);
- в носовій частині встановлений бульдозер БТУ-55 для виконання заходів щодо локалізації осередку пожежі;
- встановлені агрегати і вузли силової установки і силової передачі з середнього танка Т-55, гітара з приводом з тягача БТС-4А.

ГПМ-54 складається з броньованого корпусу з кабіною, силової установки, силової передачі, ходової частини, протипожежного обладнання, електрообладнання та приладів спостереження.
Екіпаж, чол.: 3

Швидкість: 25 км/год

Витрати пального на 100 км шляху, л.

По ґрунтовій дорозі: 300

По бездоріжжю: 350

Питомі витрати масла, г/кс. год.: 6-9

Фільтровентиляційна установка ФВУ-15

Спеціальне обладнання

Цистерна для води ємністю, м3: 9

Насос пожежний ПН-60

Бак для піноутворювача ємністю, м3: 1.1

Лафетний ствол

Максимальна дальність подачі, м:

Водяного потоку: 60

Пінного потоку: 36

Керування лафетним стволом дистанційне або ручне

Бульдозер ТБС-86 навісний з грейдерним положенням
Дана машина використовується у підрозділах лісового господарства при виникненні масштабних лісових пожеж.

### ВПЛ-10 (ГТ-СМ) 149А
У 1974 році на прилуцькому заводі протипожежної техніки «Пожмашина» створено всюдихід лісовий пожежний ВПЛ-10(ГТ-СМ)149А на базі гусеничного транспортера ГТ-СМ.
Він призначений для гасіння лісових пожеж водою або вогнегасною речовиною, а також, для локалізації пожеж мінералізованими смугами, які прокладають перед фронтом полум'я за допомогою дисків для обробітку землі.
- ВЛП може прокласти мінералізовану смугу завширшки 2743 мм зі швидкістю 2,2 км/год.
- Максимальна глибина канави сягає 204 мм.
- Максимальна швидкість руху — 50 км/год.

В підрозділах МНС України використовуються 3 всюдиходи пожежні (1 — у Івано-Франківській області; 1 — у Луганській; 1 — у Чернігівській).

### «Імпульс-1»
У 1990 році на заводі «Пожмашина» виготовлено пожежну установку «Імпульс-1».
Імпульсна установка призначена для подачі у вогнище пожежі вогнегасних засобів методом імпульсної подачі потоку вогнегасного порошку із 40 встановлених стволів. Установка виготовлена на базі танка Т-55. Створена на базі танкового шасі, машина імпульсного
пожежогасіння забезпечує можливості для швидкого маневрування навколо вогнища пожежі, короткочасного заходу в небезпечні зони, недоступні для звичайної пожежної техніки.
Розвитком даної машини стало створення багатоствольної установки «Імпульс-Шторм» на базі танка Т-62. П'ятдесятиствольна установка має низьку посадку і посилене кріплення, що забезпечує її надійність при залпах і швидке транспортування на залізничному
транспорті і трейлерах на дальні відстані без розбирання. У критичних ситуаціях можливо здійснювати залпи не розвантажуючи установку з платформи або трейлера. В підрозділах МНС України використовуються 3 такі установки (2 — у Київській області; 1 — у АР Крим (? доля після 2014 року невідома)).

### Львів
На Львівському бронетанковому заводі розробили гусеничну пожежну машину ГПМ-72, аналогів якої немає в світі. ГПМ-72 розроблена для гасіння пожеж на нафтобазах, складах боєприпасів та інших місцях, де людині може загрожувати небезпека. Машина обладнана піноутворювачем, цистернами для води і сучасної радіостанцією.
Розробник машини Михайло Олійник повідомив, що працював над винаходом близько року, однак виробництво даної моделі поки не будуть просувати в серійне виробництво.

### Харків
У Харкові закінчили роботу над створенням нового пожежного танка. Ця машина просто незамінна під час НП на військових складах.
Машина здатна долати мінні поля. Броня цієї машини витримує пряме попадання снарядів і температуру до 400 °C. Цей танк може повністю перебувати в епіцентрі пожежі. Головне знаряддя — водомет. Струмінь води досягає ста метрів.
Машиною може керувати навіть новачок. Управління на гідравлічному управлінні. Воно легше управляється, ніж механічне. Сидиш, наче на легковій машині.
Новий броньовик розроблений на основі сучасного Т-64. У його баку — 25 тонн води. Поле площею в один гектар заливає за шість хвилин. Сучасна конструкція передбачає екіпаж, але з часом очікується створення танка на дистанційному управлінні.
На відстані 4 км управляти ним можна в автоматичному режимі. Він буде виконувати всі функції. Машина бачить, куди їй їхати, як їхати. Це все робиться з виносного пульта.
Такий танк цілком можна використовувати і під час лісових пожеж. А в деяких ситуаціях бойова машина здатна замінити пожежні вертольоти.
|  | Справа в тому, що ми не тільки ллємо воду. Ми силою її ллємо. А вертоліт скидає, просто перекриває площу і все. А тут сила струменя збиває полум'я там. Все, що горить.— Микола Михетькін, провідний інженер-випробувач Харківського бронетанкового ремонтного заводу |

## Потреби
За розрахунками, виконаними фахівцями міністерств оборони та надзвичайних ситуацій, для узабезпечення потреб об'єктів, що є потенційно небезпечними (нафтобази, арсенали боєприпасів, тощо) в Україні необхідно утримувати постійно не менше 80 подібних машин.